# Edward Dwurnik

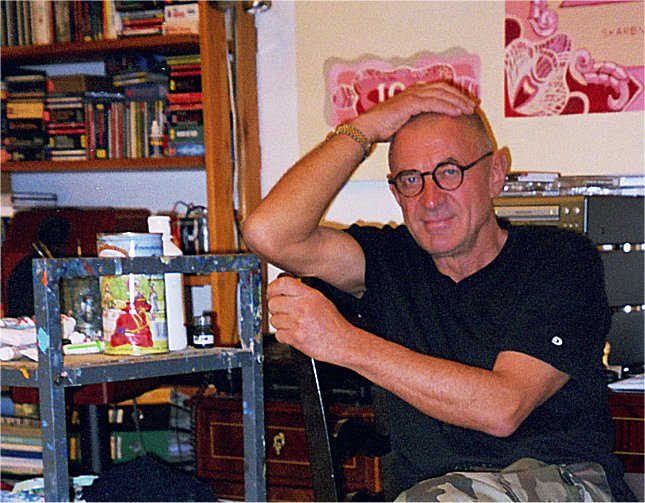
Edward Dwurnik

Edward Dwurnik (* 19. April 1943 in Radzymin; † 28. Oktober 2018 in Warschau) war ein polnischer Maler und Grafiker.

## Leben und Werk
Edward Dwurnik studierte ab 1963 Malerei bei Eugeniusz Eibisch und Bildhauerei bei Jerzy Jarnuszkiewicz an der Akademie der Bildenden Künste Warschau. 1970 schloss Dwurnik sein Studium bei Krystyna Łada-Studnicka mit dem Diplom ab.
Ab 1965 begann Dwurnik unabhängig von seinem Studium Zeichnungen und Aquarelle anzufertigen. Zwischen 1972 und 1978 entstand die viel beachtete Serie Sportowcy/Sportsmann. Droga na Wschód/Der Weg in den Osten ist eine Serie, die dem Gedenken der Opfer der Stalin-Ära gewidmet ist. Od Grudnia do Czerwca/Dezember bis Juni (1990 bis 1994) gedenkt der Opfer des Kriegsrechts in Polen. An der Serie Podróże autostopem/Eine Reise per Anhalter (aus der Vogelperspektive gesehene Stadtlandschaften) arbeitete Dwurnik seit 1996. Edward Dwurnik lebte und arbeitete in Warschau, wo er am Morgen des 28. Oktober 2018 starb.

## Ausstellungen (Auswahl)

### Einzelausstellungen
- 2006 Edward Dwurnik. Malerei Galerie k9 aktuelle Kunst, Hannover
- 2004 Zyklus XXV Haus Martfeld, Schwelm
- 2004 Reisen per Anhalter Katholisches Stadthaus, Wuppertal
- 1998 Edward Dwurnik Museum Villa Haiss, Zell am Harmersbach
- 1994 Edward Dwurnik. Retrospektive Württembergischer Kunstverein Stuttgart
- 1986 Edward Dwurnik. Zeichnungen Kunstverein Lingen
- 1985  Edward Dwurnik. Schilderijen, tekeningen en beelden Van Abbemuseum, Eindhoven

### Gruppenausstellungen
- 2002 Museum unserer Wünsche Museum Ludwig, Köln
- 2000 Cztery pory roku. Polskie malarstwo pejzażowe XIX - XX Schirn Kunsthalle Frankfurt
- 1999 Aspekte/Positionen Museum Moderner Kunst Stiftung Ludwig Wien, Wien
- 1994/95 Der Riss im Raum. Positionen der Kunst seit 1945 in Deutschland, Polen, der Slowakei und Tschechien Guardini-Stiftung Berlin, Verlag der Kunst, Martin-Gropius-Bau, Berlin
- 1988  Art at the Edge. Contemporary Art from Poland Museum of Modern Art, New York City
- 1984 5. Biennale of Sydney, Sydney
- 1982 documenta 7 Kassel
- 1977 Polnische Kunst Heute 20. Jahresausstellung der Neuen Darmstädter Sezession Mathildenhöhe, Darmstadt